# Montfarville
Montfarville – miejscowość i gmina we Francji, w regionie Normandia, w departamencie Manche.
Według danych na rok 1990 gminę zamieszkiwało 866 osób, a gęstość zaludnienia wynosiła 160 osób/km² (wśród 1815 gmin Dolnej Normandii Montfarville plasuje się na 261. miejscu pod względem liczby ludności, natomiast pod względem powierzchni na miejscu 849.).